# Minerva (entreprise d'horlogerie)
Pour les articles homonymes, voir Minerva.

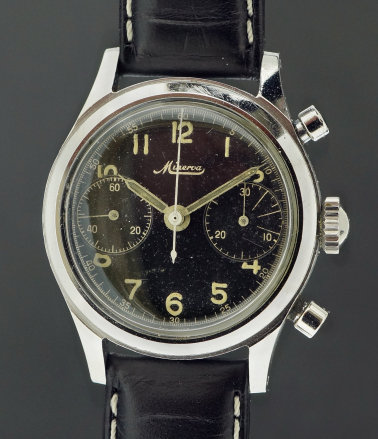
Chronographe Minerva, c.1940

L’entreprise suisse Minerva est aujourd'hui une manufacture horlogère haut de gamme établie à Villeret, dans le canton de Berne. Son origine date de 1858. Elle a été reconnue tout au long du XXe siècle pour la qualité de ses chronographes et de ses compteurs. Elle est aujourd'hui intégrée à la société Montblanc

## Histoire
L'entreprise est fondée en 1858 par Hippolyte et Charles-Yvan Robert sous le nom H. et C. Robert Co.,,,. Les fils de Charles, Georges et Charles prennent la suite sous la dénomination Robert Frères. Plusieurs marques sont déposées, dont Minerva et Mercure. L'entreprise fabrique des montres ancre et cylindre en différentes qualités. Vers 1902, les fils de Charles-Yvan Robert commencent la fabrication de leurs propres mouvements dans les locaux occupées par l'entreprise depuis 1858. Le premier mouvement à chronographe, le calibre 9CH, est lancé en 1908. Vers 1911 la marque Minerva est réservée aux chronographes et aux compteurs de sport qui deviendront une spécialité de l'entreprise. Minerva conçoit en 1916 un chronomètre précis au 1/100 de seconde. L'entreprise prend le nom de Fabrique d'Horlogerie Minerva en 1923. En 1929 la famille Robert ne fait plus partie de l'entreprise qui est alors dirigée par Paul-Arnold Schmid et Max-Georges et Georges-René Umiker. Lors de la grave crise horlogère suisse des années 1930 la société Minerva est en difficulté et elle est reprise en 1935 par Charles Haussener et Jacques Pelot sous le nom Fabrique d'Horlogerie Minerva Sport SA. L'année suivante, Minerva assure le chronométrage des courses de ski alpin, lors des Jeux olympiques de Garmisch-Partenkirchen.
Entré dans l'entreprise en 1940, André Frey en devient directeur en 1945 avec Maurice Favre.
L'entreprise entre dans le Guinness Book en 1998 pour ses compteurs mécaniques de poche au 1/100 de seconde, soit 360 000 Ah ou 50 Hz. L’entreprise familiale est reprise par la société italienne d'investissement Hopa en 2000, puis par le groupe helvético-sud-africain Richemont en 2006,. Minerva est affecté l'année suivante à Montblanc, une autre filiale de Richemont.